# Plesiotypotherium
Plesiotypotherium è un genere estinto di mammiferi notoungulati, appartenente ai tipoteri. Visse nel Miocene medio - superiore (circa 13 - 6 milioni di anni fa) e i suoi resti fossili sono stati ritrovati in Sudamerica.

## Descrizione
Questo animale doveva essere vagamente simile a un odierno vombato, ma di dimensioni leggermente maggiori. Plesiotypotherium, come molti animali simili quali Trachytherus e Mesotherium, era caratterizzato da uno scheletro postcranico adatto a scavare. La scapola era caratterizzata da una fossa soprascapolare situata distalmente; la cresta deltoide era ben sviluppata. L'omero di Plesiotypotherium era leggermente più gracile di quello di Trachytherus, e possedeva una caratteristica perforazione della fossa dell'olecrano; entepicondilo, ectepicondilo e cresta supracondilare erano ben sviluppati. L'ulna era caratterizzata da un olecrano ben sviluppato, mentre nella zona prossimale del radio vi era un osso sesamoide in articolazione con l'osso principale; la parte distale del radio era invece dotata di particolari solchi per i tendini del muscolo estensore. La mano era robusta: le ossa carpali, così come i metacarpi e le falangi, erano particolarmente forti. La regione pelvica di Plesiotypotherium era notevole in quanto presentava cinque vertebre saldamente fuse l'una all'altra. I processi traversi della penultima vertebra erano solidamente fusi all'ischio. L'astragalo era dotato di una peculiare carena trocleare asimmetrica; la carena laterale era molto più larga di quella mediana e assomigliava a quella di alcuni bradipi terricoli giganti. 

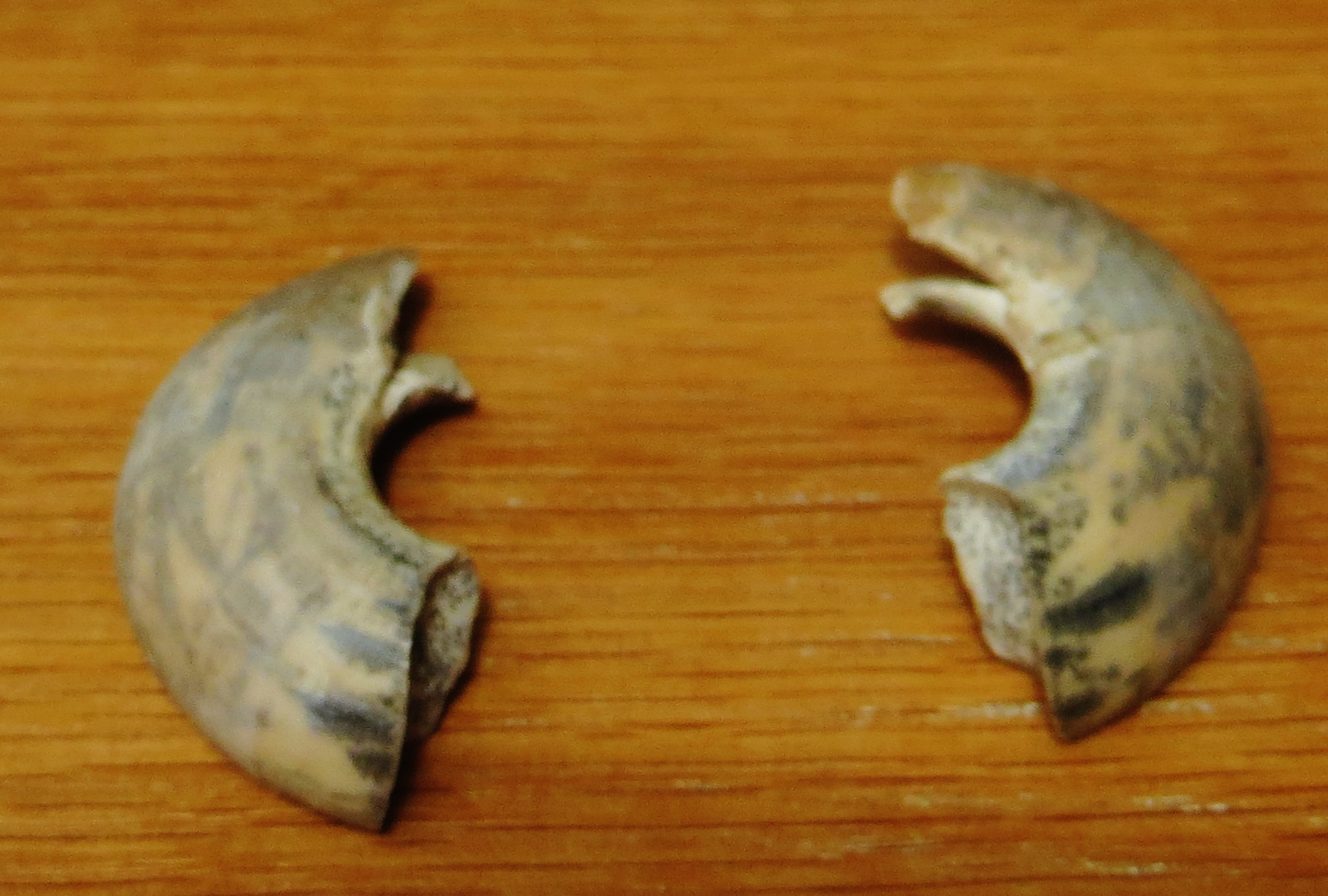
Incisivi di Plesiotypotherium

Il cranio era caratterizzato da grandi incisivi anteriori separati dai denti posteriori tramite un considerevole diastema; nella specie Plesiotypotherium casirense era presente un processo osseo dell'osso lacrimale, così come un grande forame infraorbitale.

## Classificazione
Plesiotypotherium è un membro piuttosto derivato dei mesoteriidi, una famiglia di notoungulati i cui rappresentanti assomigliavano a roditori ma potevano raggiungere dimensioni considerevoli.
Plesiotypotherium venne descritto per la prima volta nel 1974 da Villarroel, sulla base di fossili ben conservati ritrovati nella zona di Achira, in Bolivia, e risalenti al Miocene medio-superiore. La specie tipo è Plesiotypotherium achirense, ma Villarroel descrisse anche la specie P. majus, proveniente dagli stessi luoghi. Fossili più recenti, provenienti da Casira (Bolivia), sono stati attribuiti a un'altra specie, P. casirense.

## Paleoecologia
Studi effettuati sullo scheletro postcranico di questo animale hanno determinato che Plesiotypotherium era adattato a scavare nel terreno, forse per dissotterrare radici e tuberi di cui si nutriva (Shockey et al., 2007; Fernández-Monescillo et al., 2018).

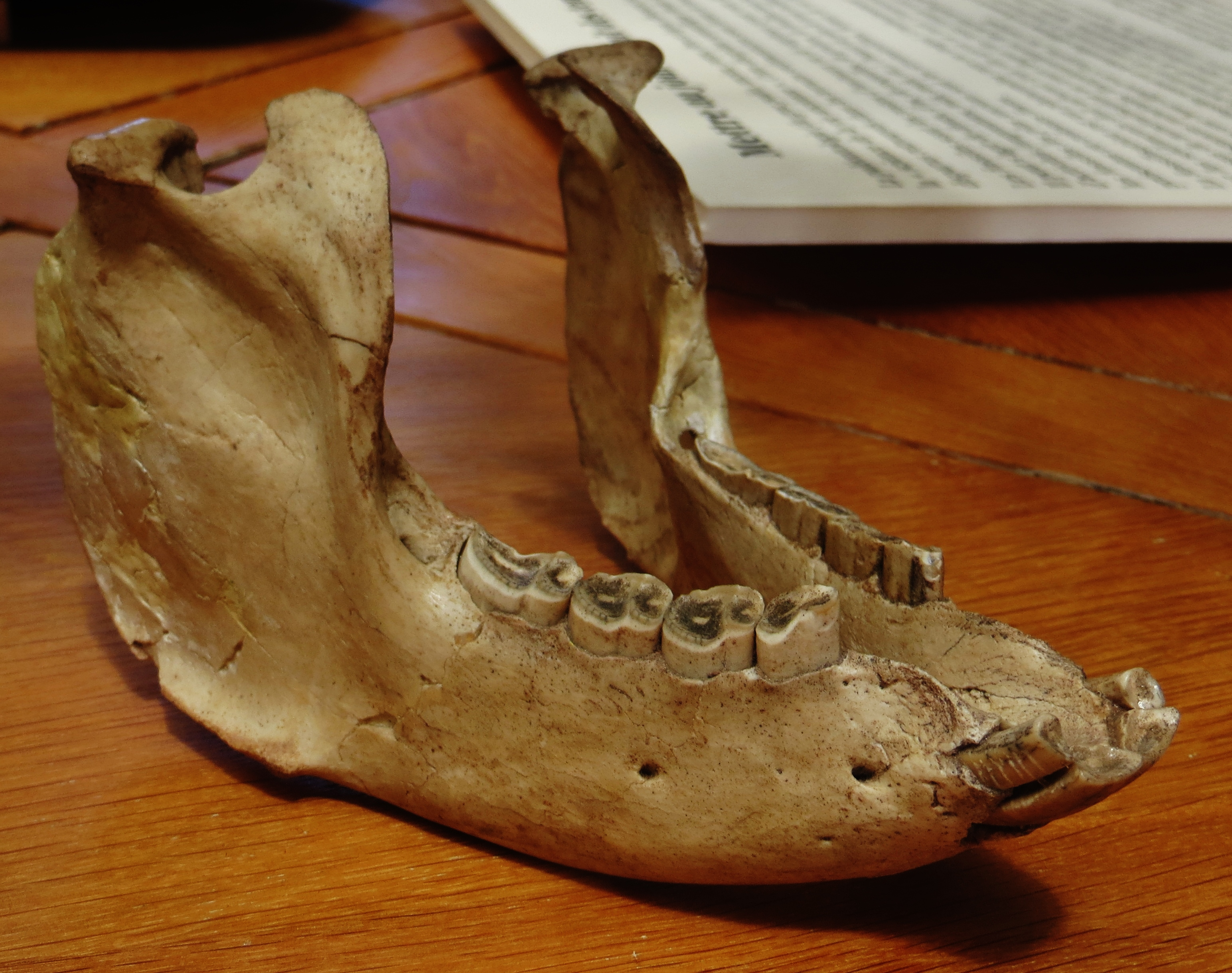
Mandibola di Plesiotypotherium

Uno scheletro appartenente a un esemplare adulto di Plesiotypotherium achirense mostra numerose patologie dello scheletro e della dentatura. Lo scheletro mostra l'assenza bilaterale di molari permanenti ipselodonti, oltre all'exostosi di varie ossa delle zampe. La prima patologia è legata alla perdita di due primi molari su entrambi i lati delle fauci, forse a causa di malattie periodontali di lunga durata. Altre patologie riscontrabili nel cranio, forse collegate alla precedente patologia, sono una crescita eccessiva dei due primi molari superiori su entrambi i lati del cranio e lo sviluppo anomalo delle inserzioni per i muscoli masticatori. Altre patologie si riscontrano nello scheletro postcranico, come numerosi accrescimenti ossei su alcune superfici articolari delle ossa delle zampe, dalla scapola alle falangi distali. Probabilmente queste patologie limitavano la possibilità di movimento durante la locomozione di questo individuo. Date le numerose patologie, si potrebbe essere portati a supporre che questo individuo possa essere stato una facile preda; tuttavia, il lungo tempo di sopravvivenza di questo animale suggerisce una bassa pressione predatoria, un'ipotesi congruente con la virtuale assenza di vertebrati carnivori nel sito di Achiri, dove sono stati ritrovati i fossili. Inoltre, è probabile che Plesiotypotherium achirense vivesse in branchi, come numerosi ungulati erbivori odierni (Fernández-Monescillo et al., 2019).